# Julius Hjulian
Julius Hjulian, eigentlich Julius Hjulin, (* 15. März 1903 in Fors, Södermanland, Schweden; † 6. Februar 1974 in Oak Lawn, Illinois, USA) war ein schwedisch-US-amerikanischer Fußballtorwart. Er nahm an der Fußball-Weltmeisterschaft 1934 teil.

## Karriere
Hjulian begann in Schweden mit dem Fußballspielen und wurde 1921 schwedischer Fußballmeister mit dem IFK Eskilstuna. Er emigrierte 1922 mit seinem Bruder in die Vereinigten Staaten und ließ sich in Chicago nieder. Kurz danach kehrte er nach Europa zurück und schloss sich Celtic Glasgow an, wo er jedoch keine Einsätze in der Liga hatte.
Ende der 1920er Jahre ließ er sich dauerhaft in den Vereinigten Staaten nieder und spielte spätestens seit 1930 für den damaligen Spitzenklub Chicago Sparta in der regionalen Chicagoer National Soccer League. 1934 spielte er für den Lokalrivalen Chicago Wonderbolts. In diesem Jahr wurde er erstmals in das US-Nationalteam berufen. Am 24. Mai 1934 bestritt er im Qualifikationsspiel für die Weltmeisterschaft gegen Mexiko, drei Tage vor Turnierbeginn, sein erstes Länderspiel für die USA.
Nach der erfolgreichen Qualifikation stand er im Endrundenspiel gegen Gastgeber Italien im Tor der US-Amerikaner. Die USA waren chancenlos und unterlagen deutlich mit 1:7. 